# 飯田隆 (哲学者)
飯田 隆（いいだ たかし、1948年 - ）は、日本の言語哲学者、分析哲学者。慶應義塾大学名誉教授。日本哲学会会長、日本科学哲学会理事、科学基礎論学会理事長などを歴任。北海道札幌市出身。主著に『言語哲学大全』シリーズがある。

## 来歴
1948年、北海道札幌市生まれ。1972年、東京大学教養学部教養学科科学史・科学哲学専攻卒。1974年、同大学大学院人文科学研究科哲学専攻修士課程修了。1974年4月、同大学院博士課程進学。1974年9月、ミシガン大学大学院哲学専攻入学。1978年1月、同大学博士候補資格（Ph.D. Candidacy）取得。1978年3月、東京大学大学院人文科学研究科（哲学専攻）博士課程退学。
1978年4月、熊本大学法文学部助手。1979年1月、同講師（1979年4月より文学部）。1982年 同助教授。1988年、千葉大学文学部助教授。1991年、同教授。1998年、慶應義塾大学文学部教授。慶應義塾大学名誉教授。2010年、日本大学文理学部教授。2019年、定年退職。
2011年から2015年まで日本哲学会会長。

## 著作

### 単書
- 『言語哲学大全』（勁草書房）- 飯田の主著である同シリーズのタイトルは、中世の哲学者・神学者トマス・アクィナスの『神学大全』を意識して付けられた。
  - 『言語哲学大全I 論理と言語』（勁草書房、1987年）
  - 『言語哲学大全II 意味と様相（上）』（勁草書房、1989年）
  - 『言語哲学大全III 意味と様相（下）』（勁草書房、1995年）
  - 『言語哲学大全IV 真理と意味』（勁草書房、2002年）
- 『ウィトゲンシュタイン――言語の限界』（講談社〈現代思想の冒険者たち〉、1997年）
- 『クリプキ――ことばは意味をもてるか』（日本放送出版協会〈シリーズ・哲学のエッセンス〉、2004年）
- 『規則と意味のパラドックス』（ちくま学芸文庫、2016年）
- 『新哲学対話――ソクラテスならどう考える?』（筑摩書房、2017年）
- 『日本語と論理――哲学者、その謎に挑む』（NHK出版新書、2019年）
- 『虹と空の存在論』（ぷねうま舎、2019年）
- 『分析哲学 これからとこれまで』（勁草書房、2020年）

### 編著
- 『ウィトゲンシュタイン以後』（土屋俊共編、東京大学出版会、1991年）
- 『リーディングス 数学の哲学―ゲーデル以後』（勁草書房、1995年）
- 『ウィトゲンシュタイン読本』（法政大学出版局、1995年）
- 『フレーゲ著作集5 数学論集』（野本和幸共編、勁草書房、2001年）
- 『知の教科書 論理の哲学』（講談社、2005年）
- 『哲学の歴史〈第11巻〉論理・数学・言語 20世紀II』(中央公論新社、2007年）
- 『岩波講座 哲学』（編集委員、岩波書店、2008年 - ）
- 『大森荘蔵セレクション』（丹治信春・野家啓一・野矢茂樹共編、平凡社ライブラリー、2011年）

### 訳書
- ヒラリー・パトナム『実在論と理性』（金田千秋・佐藤労・関口浩喜・山下弘一郎共訳、勁草書房、1992年）
- ウィラード・ヴァン・オーマン・クワイン『論理的観点から』（勁草書房、1992年）
- ジョナサン・グラバー『未来世界の倫理―遺伝子工学とブレイン・コントロール』（加藤尚武共監訳、産業図書、1995年）